# Господь

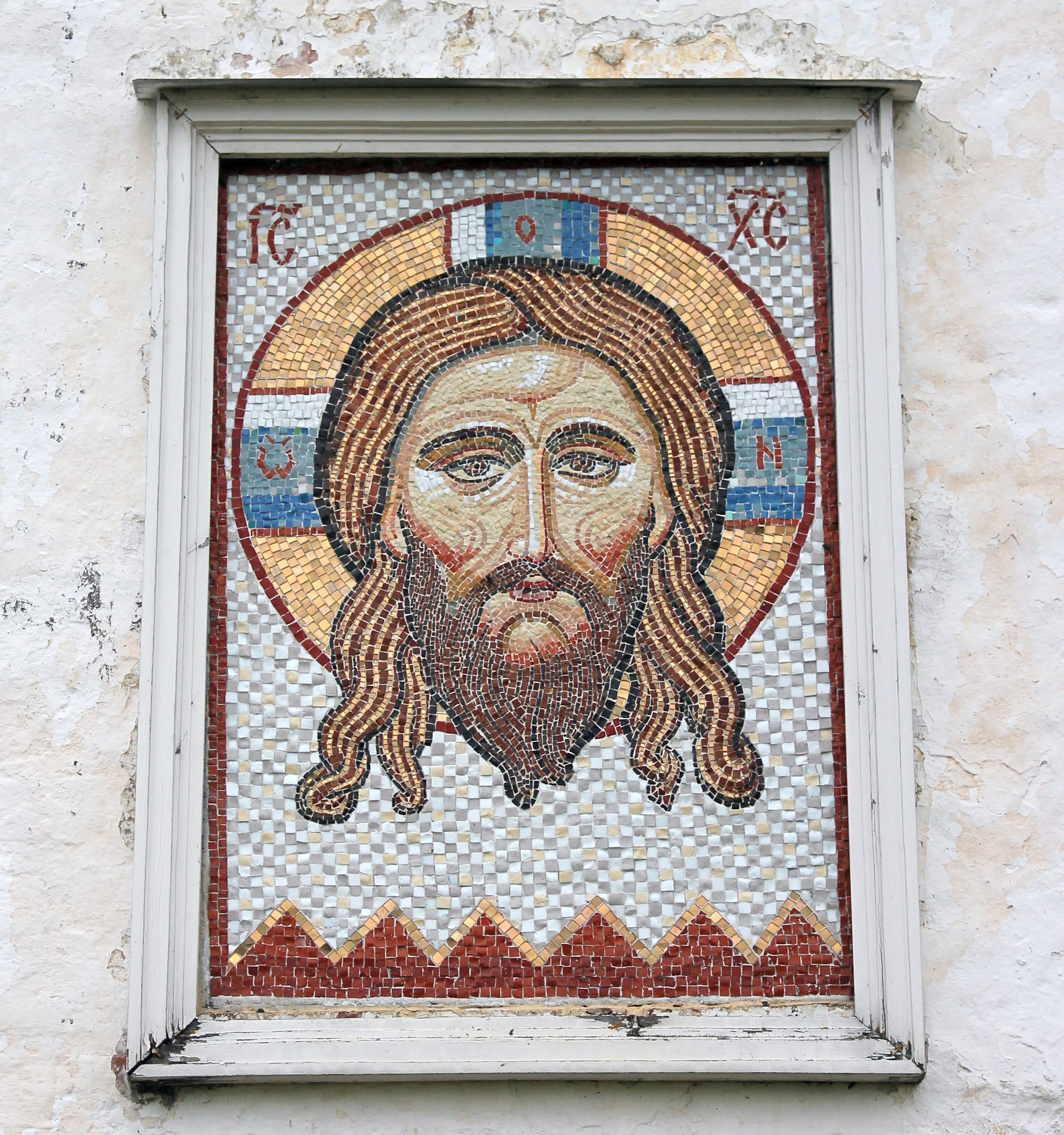
«Румяный Спас». Мозаичная икона Спасителя, тип Спас Нерукотворный, Николо-Тихонов монастырь

Господь — одно из наименований Бога в христианстве. Может употребляться также в отношении Бога в иудаизме, где на иврите ему соответствует имя Адонай (אֲדֹנָי), субститут для Яхве.
Современное значение слова в русском языке связано с Библией. С III века до н. э. произнесение имени еврейского Бога Яхве (יַהְוֶה) было полностью табуировано. В тех местах текстов, где оно встречается, его заменил термин Адонай (אֲדֹנָי, «Господа мои»). В Септуагинте, собрании переводов Ветхого Завета на древнегреческий язык, вместо имени Яхве фигурирует греческое Кюриос (греч. Κύριος). В бытовом обиходе это слово означало не господина, который распоряжается рабом, а опекуна, обладающего авторитетом по отношению к несовершеннолетнему, и т. п.; употреблялось также в качестве титула цезарей. В русском переводе, который исходит из Септуагинты, термин передан как Господь.
В христианстве титул Господь (греч. Κύριος) прилагается к Иисусу Христу, что подчёркивает Его божественный статус.
Слово Господь может иметь придыхательное ɣ под влиянием украинско-южнорусского церковного языка, откуда с XIV века возник вариант написания осподь. Исходной для славянских языков формой обычно считается праславянское *gostьpodь. Старославянское господь могло появиться из этой формы лишь в качестве сокращения титула, обращения. В этом случае она может быть сравнима с лат. hospes, род. п. hospitis «хозяин; предоставляющий гостеприимство» из *hostipotis. Вторая часть слова — и.-е. *potis. Славянское -d может быть объяснено из основы на согласный *pod-/*pot- (для сравнения греч. δεσπόζω при наличии также δεσπότης, *δεκαδ- (δεκας, δεκάδος) и славянское -desęt-, также νέποδες «потомки»: лат. nepōs, -ōtis, имевшее первоначальное значение «негосподин». Славянское происхождение слова подтверждает наличие образования господа́ и господи́н.